# Бализ
Бализ (фр. balise – маркер, етикет) е вид транспондер, поставен между релсите на железопътна линия служещ за предаване на информация към преминаващия над него влак. Когато е част от Европейската система за контрол на влаковете, се нарича евробализ.
Исторически се е наложила френската дума balise, за да се различава от всякакви други видове маркери.
Бализите работят на принципа на електромагнитната индукция. Когато влакът премине върху бализ, монтирана бобина от долната страна на локомотива индуцира ток в бобината на бализа и се осъществява обмен на данни, чрез измерване на консумацията на индуциран ток (на същия принцип като магнитно-индукционните смарт карти). Бързодействието на системата позволява обмен на информация с влакове движещи се до 500 км/ч. Бализите обикновено са монтирани по два на разстояние от около 3 метра един от друг, за да може влакът да различава посоката си. Бализите често взаимодействат с оборудване на борда, за да гарантират безопасната експлоатация на влака. Пример за такова коопериране са системите за автоматично спиране на червен сигнал.
Обикновено всяка двойка бализи се състои от променлив и постоянен маркер. Променливият предава на локомотива около 1000 октета информация за ограничението на скоростта в дадения участък, наклона на линията, състоянието на следващия светофор и т.н. Постоянният предава само съобщение за край на комуникацията. Данните в бализите включват и разстоянието до следващия бализ, което е важно, за да се проверяват липсващи маркери и по този начин да се предотвратят евентуални инциденти.